# Bataille des îles Égades
Première guerre punique
Batailles
- Messine
- Agrigente
- Îles Lipari
- Pointe d'Italie
- Mylae
- Sulci
- Tyndaris
- Cap Ecnome
- Adys
- Tunis
- 1re Panormus
- 2e Panormus
- Lilybée
- Drépane
- Phintias
- Drépane
- Mont Héricté
- 1re Mont Eryx
- 2e Mont Eryx
- Îles Égades

La bataille des îles Égates ou bataille des îles Égades est une bataille navale ayant eu lieu le 10 mars 241 av. J.-C. durant la première guerre punique au large de la côte ouest de la Sicile, près des Îles Égades et ayant opposé les flottes de Carthage et de la République romaine. Ce fut la dernière bataille navale de la guerre et le résultat fut une victoire romaine décisive qui mit fin à ce conflit prolongé, à l'avantage de Rome.

## Situation
Les années précédant la bataille furent relativement calmes. Une flotte digne de ce nom faisait grandement défaut à Rome, les navires qu'elle possédait au début de la guerre ayant été en grande partie détruits à la bataille de Drépane et lors de la tempête l'ayant suivie. Toutefois, Carthage ne tira pas beaucoup avantage de cette situation. Les hostilités entre les deux belligérants se réduisirent progressivement, se concentrant sur des opérations terrestres de petite échelle en Sicile. Le général carthaginois Hamilcar Barca fut lent à consolider son avantage sur l'île et, en réaction, Rome finit par décider en 242 av. J.-C. de construire une autre flotte afin de regagner la suprématie navale.
En dépit de cette résolution, après vingt années de guerre les finances de la République étaient dans un état désastreux et le trésor était vide. Un mouvement populaire fut créé pour surmonter cette difficulté, d'une manière typiquement romaine : de riches citoyens, seuls ou en groupes, financèrent chacun la construction d'un navire, sous promesse de remboursement en cas de victoire, ce qui modère l'interprétation "patriotique" du texte de Polybe.  Ainsi fut créée une flotte d'environ 200 quinquérèmes entièrement équipées sans aucuns frais pour le gouvernement.
Cette nouvelle flotte fut confiée au consul Caius Lutatius Catulus, assisté par le préteur Quintus Valerius Falto. Les revers de fortune et les précédentes défaites navales avaient fourni une expérience inestimable. Les navires romains étaient maintenant plus résistants aux mauvaises conditions météorologiques, et le corvus avait été abandonné. Catulus et Falto entraînèrent les équipages en divers exercices et manœuvres avant de quitter les eaux sécurisées. Le résultat en fut une flotte extrêmement bien équipée et prête à se battre.
Pendant ce temps, à Carthage, les nouvelles de l'activité ennemie ne furent pas laissées sans réponse. Une nouvelle flotte fut également bâtie, comptant environ 250 navires (bien que probablement en manque d'équipages) et mit à la voile en Méditerranée sous le commandement de Hannon le Grand (précédemment défait à la bataille du cap Ecnome).

## Mouvements et bataille
Le premier mouvement de Catulus fut d'assiéger une fois de plus la ville de Lilybée (à l'extrême ouest de la Sicile), en faisant le blocus de son port. L'intention visée était de couper Hamilcar Barca de ses lignes de communication et de ravitaillement. Durant plusieurs mois, Catulus attendit la réplique carthaginoise. Le Sénat le nomma proconsul pour l'année 241 av. J.-C.
La flotte carthaginoise finit par arriver pour ravitailler Hamilcar à Eryx. Hannon fit halte près des îles Égates pour attendre une brise favorable. Mais la flotte fut repérée par des éclaireurs romains et Catulus abandonna le blocus pour partir à la rencontre de l'ennemi.
Au matin du 10 mars, le vent devint favorable pour les Carthaginois et Hannon fit hisser les voiles. Catulus mit en balance le risque d'attaque avec un vent contraire avec celui de laisser Hannon délivrer Lilybée puis décida d'intercepter la flotte carthaginoise et donna l'ordre de se préparer à la bataille. Il fit enlever les mâts, les voiles et tout l'équipement inutile pour le combat pour rendre les navires plus navigables dans ces conditions difficiles. Catulus lui-même fut incapable de participer au combat en raison d'une blessure reçue dans un précédent engagement, il laissa donc la flotte sous le commandement de son second, Falto.
Dans la bataille qui s'ensuivit, les Romains démontrèrent une bien plus grande mobilité, puisque leurs vaisseaux étaient dépourvus de tout équipement superflu, alors que les Carthaginois étaient surchargés en hommes, équipement et provisions. Les équipages carthaginois avaient également été recrutés à la hâte et étaient inexpérimentés. Selon Polybe, les Romains prirent rapidement l'avantage, utilisant leur plus grande manœuvrabilité pour éperonner les navires adverses. Environ la moitié de la flotte carthaginoise fut prise ou coulée. Le reste des vaisseaux put s'échapper grâce à un brutal changement de direction du vent qui leur permit de fuir, les Romains ayant laissé leurs mâts et leurs voiles sur la grève.

## Conséquences

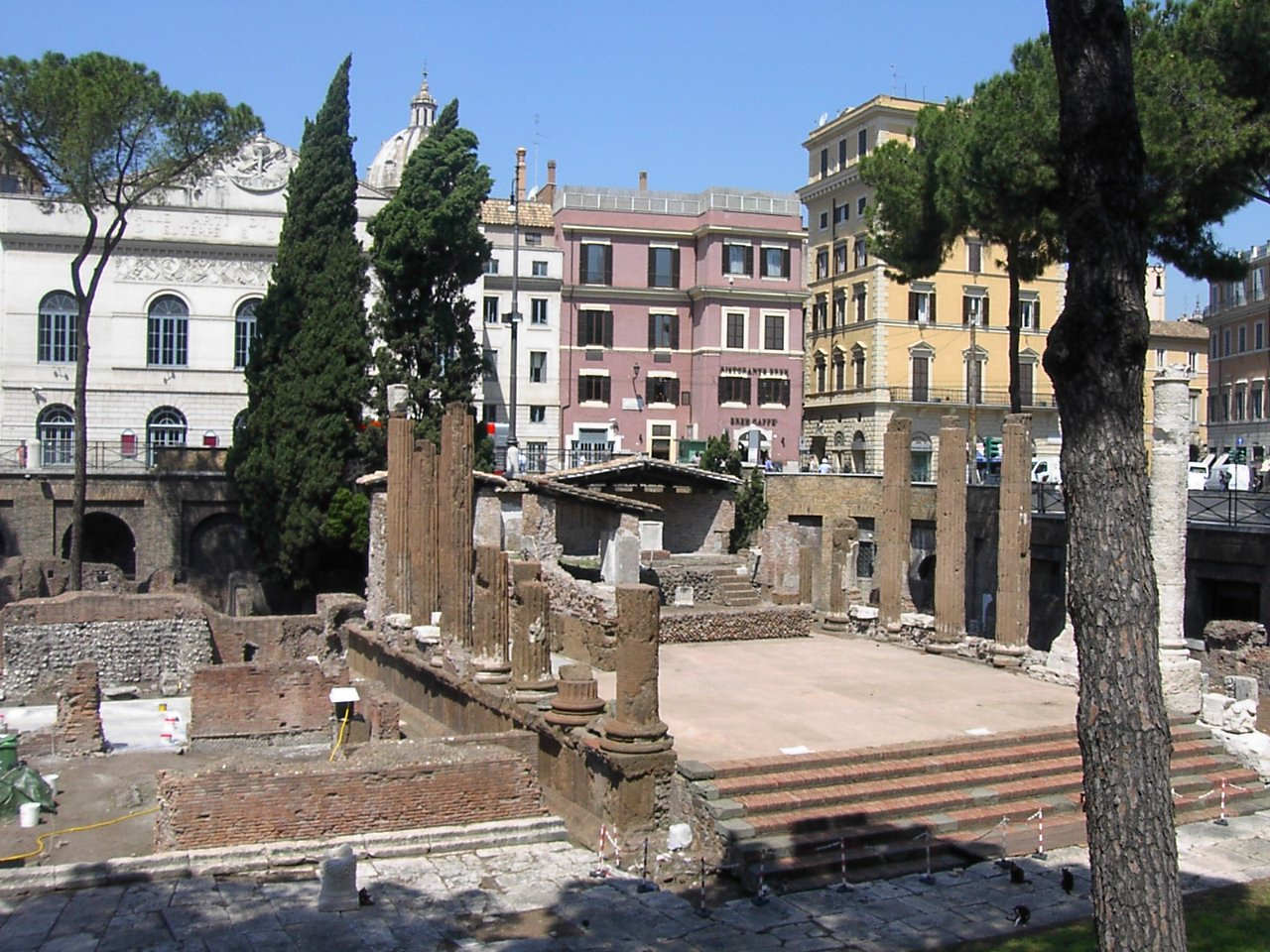
Les ruines des temples du Largo di Torre Argentina à Rome.

Après cette victoire décisive sur la flotte carthaginoise, Catulus reprit le siège et prit Lilybée, isolant Hamilcar et son armée en Sicile, laquelle armée était éparpillée parmi les rares places fortes que Carthage détenait encore. Manquant de ressources pour construire une autre flotte ou pour envoyer des renforts à leur armée terrestre, Carthage admit sa défaite et signa un traité de paix avec Rome, amenant ainsi la première guerre punique à sa conclusion.
Pour célébrer sa victoire, Lutatius Catulus fit construire un temple en l'honneur de Juturne sur le Champ de Mars, sur le lieu connu actuellement sous le nom de Largo di Torre Argentina.

## Traité de paix
Un premier traité de paix était d'abord envisagé. Carthage devait retirer ses troupes de Sicile et s'engager à ne plus faire la guerre contre Syracuse ou tout allié de Rome. Les Carthaginois devaient payer à Rome 110 talents par an pendant 20 ans. Mais le sénat romain refusa de ratifier ce traité jugé trop favorable à Carthage. Une ambassade romaine fut envoyée en Sicile pour renégocier les conditions de ce traité et finalement de nouvelles clauses furent instaurées. Ainsi, Rome imposa à Carthage un traité qui obligea celle-ci à verser une importante indemnité de guerre de 3 200 talents euboïques, 1 000 dans l'immédiat et 2 200 pendant une période de dix années. Les Romains prirent de fait le contrôle de la Sicile et des îles Éoliennes. De plus, Carthage dut renoncer à naviguer en mer Tyrrhénienne et à recruter des mercenaires en Italie.
Ce traité de paix accentua les difficultés financières de Carthage qui ne parvint plus à payer les milliers de mercenaires qu'elle avait recrutés durant la première guerre punique, ce qui provoquera plus tard la guerre des Mercenaires, romancée dans le Salammbo de G. Flaubert. 

## Traces archéologiques

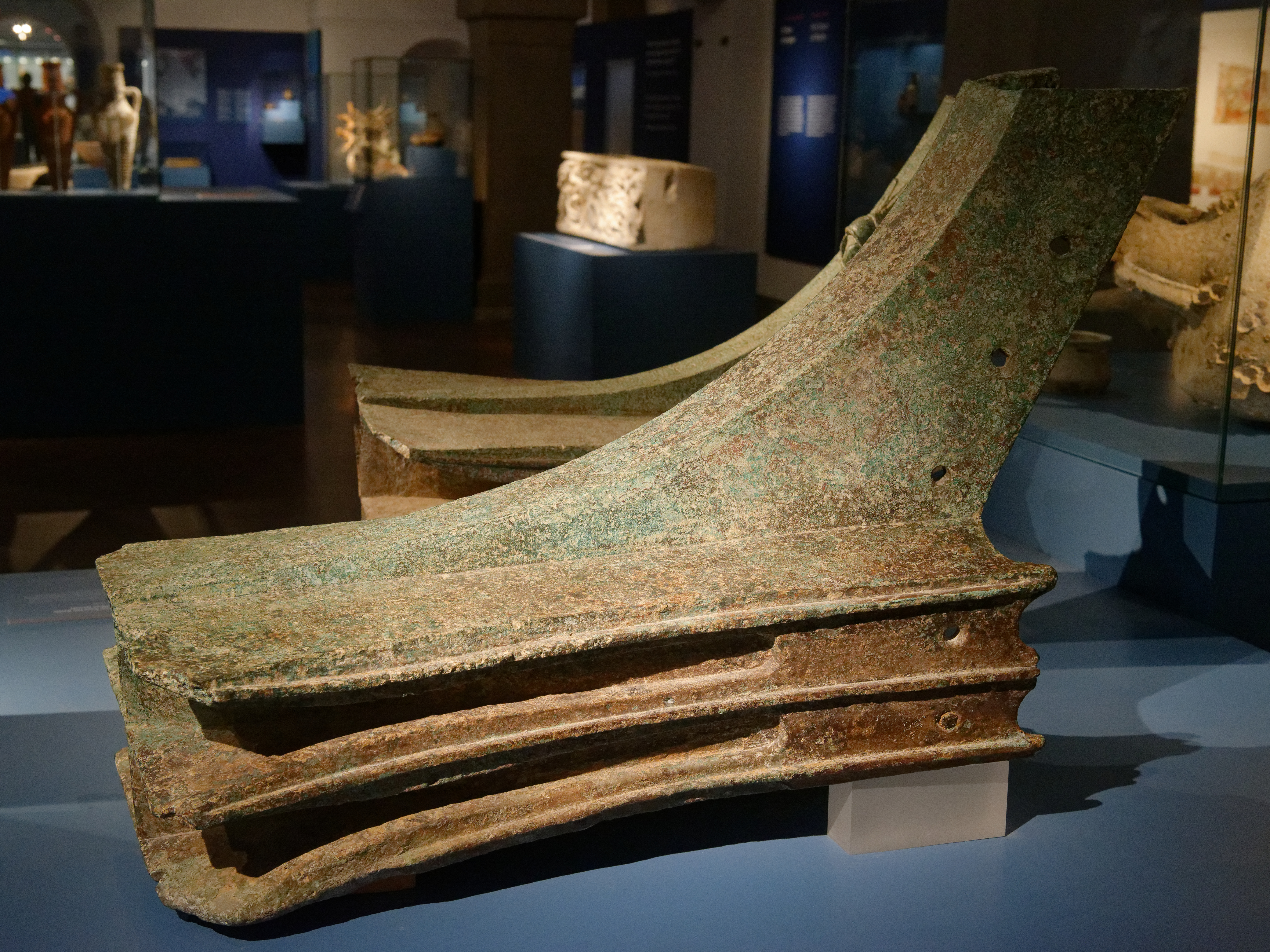
Rostre punique retrouvé par 81 mètres de fond sur le site de la bataille

Depuis 2001, grâce à l'intuition d'une étudiante en archéologie, M.I. Gullotta, puis par des recherches d'archéologie sous-marine systématiques conduites par Sebastiano Tusa, plusieurs rostres en bronze ont été retrouvés sur les fonds marins des lieux de la bataille. Deux rostres portent des inscriptions puniques tandis que d'autres sont décorés de caques et de victoires ailées. Trois rostres au moins ont été fabriqués par le Sénat romain et portent le nom des magistrats en charge, les quaestores Caius Paperius et Marcus Populicius, entre 260 env. et 241. La grande similitude des rostres puniques et romains confirme la réussite de l'effort de mise à niveau technologique de la marine romaine à la fin de la première guerre punique. Ces découvertes permettent aussi de reconsidérer le récit de Polybe. Une étude sous-marine en 2018 confirme la présence de plusieurs rostres d'origine romaine parmi des casques gaulois et ibères, mercenaires puniques, confirmant la capture et la réutilisation de navires ennemis peut-être pris à Catulus et Falto.